# دانشگاه تاسکگی
دانشگاه تاسکگی (به انگلیسی: Tuskegee University) یک دانشگاه خصوصی و تاریخی سیاه‌پوستان در تاسکگی، آلاباما است. این مؤسسه در روز استقلال ایالات متحده آمریکا در سال ۱۸۸۱ توسط مجلس قانونگذاری آلاباما تأسیس شد. این پردیس در سال ۱۹۷۴ توسط خدمات پارک ملی به عنوان مکان تاریخی ملی تعیین شد. این دانشگاه خانه تعدادی از شخصیت‌های مهم آفریقایی آمریکایی، از جمله جورج واشینگتن کارور و هوانوردان توسکگی بوده است.